# سانيو-أونودا (ياماغوتشي)
مدينة سانيو-أونودا (بالإنجليزية: San'yō-Onoda)‏ هي أحد المدن التابعة لمحافظة ياماغوتشي. تأسست رسميًا في 22/03/2005. ويقدر عدد سكانها بـ 65523 نسمة حسب تقدير مكتب الإحصاء الياباني لعام 2012. تبلغ مساحة سانيو-أونودا 132.99 كم2. بكثافة سكانية تبلغ 493 نسمة/كم2.

## أعلام
- يوهي كوراكاوا

## روابط خارجية
- الموقع الرسمي لمدينة سانيو-أونودا
- مكتب الإحصاءات البريطاني